# Арвидсон, Линда
Линда Арвидсон (англ. Linda Arvidson; 12 июля 1884 — 26 июля 1949) — американская актриса немого кино.
Линда Арвидсон была первой женой режиссёра Дэвида Гриффита (14 мая 1906 — 2 марта 1936). Она играла главные роли во многих его ранних фильмах. В титрах к некоторым из них она упоминается как Линда Гриффит. Отношения между супругами фактически прекратились в 1912 году, но развод был оформлен только в 1936 году, когда Гриффит хотел вступить в повторный брак.

## Фильмография
- 1908 — Краснокожий и дитя — женщина
- 1908 — Приключения Долли — мать Долли
- 1908 — Отказавшийся у алтаря
- 1908 — Много лет спустя
- 1908 — Укрощение строптивой — Бьянка
- 1909 — Спекуляция пшеницей — жена фермера
- 1910 — Неизменчивое море — жена
- 1911 — Оправданное доверие